# Шибоваць
45°34′ пн. ш. 17°11′ сх. д. / 45.56° пн. ш. 17.19° сх. д.
Шибоваць (хорв. Šibovac) — населений пункт у Хорватії, в Б'єловарсько-Білогорській жупанії у складі громади Сірач.

## Населення
Населення за даними перепису 2011 року становило 214 осіб.
Динаміка чисельності населення поселення: